# Carpornis melanocephala
Carpornis melanocephala là một loài chim trong họ Cotingidae.